# Frye (Familienname)
Frye ist ein Familienname.

## Herkunft und Bedeutung
Der Familienname Frye ist im Deutschen eine Version von Frie und Frei. Er ist damit gleichen Ursprungs wie der Familienname Frey.
Frye ist in seiner englische Version eine Variante von Fry, ein von einem Spitznamen abgeleiteter englischer Familienname. Gemeinsame Wurzel beider Varianten ist möglicherweise das altenglische Wort frig mit der Bedeutung „frei“. Alternativ dazu könnte es vom altnordischen frjó (Saat, Keim) abstammen mit der Bedeutung Kind, Abkömmling, kleine Person oder kleine unbedeutende Leute.

## Namensträger
- Annika Frye (* 1985), deutsche Designerin und Designwissenschaftlerin
- Channing Frye (* 1983), US-amerikanischer Basketballspieler
- Charlie Frye (* 1981), US-amerikanischer Footballspieler
- Christopher B. Frye (* 1956), US-amerikanischer Komponist und Musikpädagoge
- David Frye (1934–2011), US-amerikanischer Parodist
- Don Frye (Pianist) (1903–1981), US-amerikanischer Jazzpianist
- Don Frye (Wrestler) (* 1965), US-amerikanischer Mixed-Martial-Arts-Kämpfer, Wrestler und Schauspieler
- Dwight Frye (1899–1943), US-amerikanischer Schauspieler
- Eva Frye, zweite Ehefrau von Edward Aveling
- E. Max Frye (* 1956), US-amerikanischer Drehbuchautor
- Glenn M. Frye (1926–2007), US-amerikanischer Physiker
- Jack Frye (1904–1959), US-amerikanischer Luftfahrtpionier und Mitbegründer der ehemaligen Fluggesellschaft TWA
- Johann Georg Christian Frye (um 1750–1824), deutscher Landschaftsmaler
- Kelly Frye (* 1984), US-amerikanische Schauspielerin
- Northrop Frye (1912–1991), kanadischer Literaturkritiker
- Richard Nelson Frye (1920–2014), US-amerikanischer Orientalist und Historiker
- Soleil Moon Frye (* 1976), US-amerikanische Schauspielerin und Regisseurin
- Sven Frye (* 1976), deutscher Politiker (SPD)
- Thomas Frye (Politiker) (1666–1748), britischer Politiker und Jurist
- Thomas Frye (Maler) (1710–1762), irischer Maler, Graveur und Unternehmer
- Urban Frye (* 1962), Schweizer Politiker (Grüne)
- Walter Frye († um 1474), englischer Komponist der frühen Renaissance
- Wayne Frye (1930–2014), US-amerikanischer Ruderer
- William P. Frye (1830–1911), US-amerikanischer Politiker